# Alopecosa atis
Alopecosa atis là một loài nhện trong họ Lycosidae.
Loài này thuộc chi Alopecosa. Alopecosa atis được Lodovico di Caporiacco miêu tả năm 1949.